# Cota Coca
Cota Coca es un complejo arqueológico de ruinas de una ciudad inca del siglo XVI, ubicada a una altitud de 1.850 m en la provincia de La Convención del departamento del Cuzco en el sur del Perú.
Esta ciudad desconocida hasta el siglo XXI, que no está lejos del sitio más famoso de Choquequirao, ahora está casi completamente cubierta de vegetación y solo es accesible desde un lado.

## Historia
Uno de los primeros exploradores de estas regiones, el Conde Eugène de Sartiges cónsul de Francia en La Paz (Bolivia), pasó por las cercanías para llegar a Choquequirao en 1834. Evoca en sus escritos el valle bajo de Yanama “conocido con el nombre de Cotacoca”, aunque no encontró las ruinas y afirma: "... pensó que era poco probable que alguien pudiera haber habitado este estrecho valle debido a los muchos mosquitos voraces que se apoderaron de él. Era imposible respirar, beber o comer sin absorber cantidades de estas criaturas insoportables.»
La ciudad fue descubierta en 2002 por una expedición de la Royal Geographical Society dirigida por el arqueólogo estadounidense Gary Ziegler y el escritor británico Hugh Thomson.
Basado en un rumor que Ziegler había escuchado de un arriero en un viaje anterior, hicieron el difícil viaje a uno de los territorios más remotos de esta parte de los Andes peruanos, donde las montañas descienden hacia el bosque nuboso del Amazonas.
El arqueólogo y explorador viajó con un equipo de expertos y arrieros a Vilcabamba -el "reino perdido" que fue durante casi 40 años el último refugio de los incas- más allá de Machu Picchu.
Lo que encontraron fue un sitio grande y completamente desconocido, cubierto por una densa forestación. Su equipo de arrieros usó machetes para despejar los muchos edificios de piedra dispuestos alrededor de una plaza central, para que pudieran ser mapeados y estudiados.
Según los descubridores, Cota Coca es una colonia inca tardía, fundada después de 1532 durante su huida de los conquistadores españoles en plena caída del Tahuantinsuyo. Solo habría permanecido habitado durante cuatro décadas, quizás hasta la rendición final en 1572.
El nombre de la ciudad, que en quechua significa "árbol de coca", proviene del siglo XIX y era el nombre de la región donde se cultivaba esta planta, apreciada por los incas. El sitio de Cota Coca nunca fue documentado, reportado o conocido por el mundo exterior hasta este descubrimiento.

## Descripción
El sitio inca de Cota Coca ha estado oculto durante cientos de años ya que se encuentra en un valle aislado a 1.850 m sobre el nivel del mar, cerca de la confluencia de los ríos Yanama y Blanco, un afluente del Apurímac. La fuerte erosión de estos torrentes a lo largo de los siglos ha creado un cañón con fuertes pendientes, inaccesible por el fondo del valle. La única forma en que el equipo podía alcanzarlo era descendiendo directamente por la montaña de arriba, abriendo un camino a través del denso bosque con sus machetes.
La ciudad se asienta sobre una meseta aislada o mesa de unos 2 km de largo, que quedó como un remanente erosionado cuando el río cavó un profundo sumidero cerca de su intersección con el Río Blanco.
Antes de la erosión del lado del valle, parece haber habido un camino inca a lo largo del río que habría conectado la ciudad con el cercano centro de Choquequirao.
El fondo del valle es cálido y semi-tropical con un microclima creado por el profundo cañón. Al igual que el sitio inca cercano de Choquequirao, el lecho rocoso es una variedad de esquisto moscovita metamórfico y cuarcita amarilla de grano fino. Una profundidad considerable de depósitos aluviales arrastrados por el río y la degradación del cañón cubren el fondo del valle. Gran parte de este material es granito gris ígneo en forma de guijarros de río que han sido transportados río abajo.
Allí se han descubierto al menos 30 estructuras de piedra, agrupadas en torno a una plaza central y una "kallanka" -una gran "casa del cabildo"- de más de 20 m de altura, los restos de un canal de riego y dos recintos de piedra de 50 x 30 m para llamas.